# Dubai Tennis Championships 1998 - Qualificazioni doppio
Le qualificazioni del doppio  del Dubai Tennis Championships 1998 sono state un torneo di tennis preliminare per accedere alla fase finale della manifestazione. I vincitori dell'ultimo turno sono entrati di diritto nel tabellone principale. In caso di ritiro di uno o più giocatori aventi diritto a questi sono subentrati i lucky loser, ossia i giocatori che hanno perso nell'ultimo turno ma che avevano una classifica più alta rispetto agli altri partecipanti che avevano comunque perso nel turno finale.
Le qualificazioni del doppio del torneo Dubai Tennis Championships 1998 prevedevano 4 coppie partecipanti di cui una è entrata nel tabellone principale.

## Teste di serie
1. Tom Vanhoudt /  Fernon Wibier (primo turno)

1. Wayne Ferreira /  Byron Talbot (ultimo turno)

## Qualificati
1. Maks Mirny  /   Jeff Tarango

## Tabellone

### Legenda
| - Q = Qualificato - WC = Wild card - LL = Lucky loser | - ALT = Alternate - SE = Special Exempt - PR = Protected Ranking | - w/o = Walkover - r = Ritirato - d = Squalificato |

|  | Primo turno | Primo turno                  | Primo turno | Primo turno | Primo turno |  |  | Ultimo turno | Ultimo turno                | Ultimo turno                | Ultimo turno | Ultimo turno |  |
|  |             |                              |             |             |             |  |  |              |                             |                             |              |              |  |
|  |             | Maks Mirny Jeff Tarango      | 6           | 5           | 7           |  |  |              |                             |                             |              |              |  |
|  | 1           | Tom Vanhoudt Fernon Wibier   | 2           | 7           | 6           |  |  |              | Maks Mirny Jeff Tarango     | Maks Mirny Jeff Tarango     | 6            | 6            |  |
|  | 2           | Wayne Ferreira Byron Talbot  | 6           | 3           | 6           |  |  | 2            | Wayne Ferreira Byron Talbot | Wayne Ferreira Byron Talbot | 3            | 3            |  |
|  |             | Félix Mantilla Albert Portas | 4           | 6           | 4           |  |  |              |                             |                             |              |              |  |